# Constituição Turca de 1924

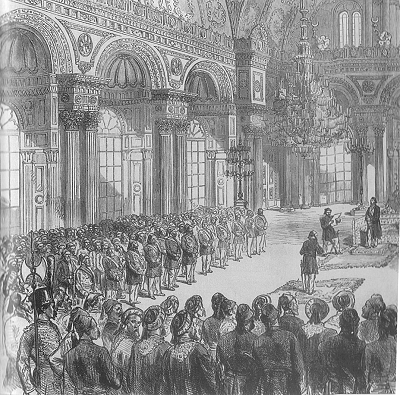

A Constituição Turca de 1924 (em turco otomano: Teşkilât-ı Esasiye Kanunu; em turco: 1924 Türk Anayasası) foi a segunda constituição a ser ratificada pela Grande Assembleia Nacional da Turquia, e a primeira a ser adotada após a proclamação da república, ocorrida em 29 de outubro de 1923. Foi ratificada em 20 de abril de 1924, e permaneceu em vigor até a adoção da Constituição de 1961, em 20 de julho de 1961.

## Cronologia
A constituição de 1924 foi implementada por 36 anos; durante todo este tempo, serviu como base para diversas das mudanças fundamentais que visaram transformar a Turquia numa república moderna, secular e democrática.
O documento ainda estabeleceu uma lista de 150 personae non gratae, ratificada em 23 de abril de 1924 (e revisada em 1 de junho de 1924), declarando cerca de 150 pessoas que ocupavam cargos importantes no governo imperial ou eram partidários ferozes do sultão otomano, e que não eram "desejados" pela nova república.